# ATP Challenger Bratislava
Das ATP Challenger Bratislava (offizieller Name: Peugeot Slovak Open) ist ein 1996 und 1997 sowie seit 2000 jährlich stattfindendes Tennisturnier in Bratislava. Es ist Teil der ATP Challenger Tour und wird in der Halle auf Hartplatz ausgetragen. Die Lokalmatadoren Lukáš Lacko und Igor Zelenay gewannen zwei Titel im Einzel bzw. zwei Titel im Doppel und sind damit Rekordsieger des Turniers. Außerdem gewann das Brüderpaar Ken und Neal Skupski das Turnier im Doppel zweimal.

## Liste der Sieger

### Einzel
| Jahr                         | Sieger              | Finalgegner           | Ergebnis         |
| ---------------------------- | ------------------- | --------------------- | ---------------- |
| 2024                         | Roman Safiullin     | Raphaël Collignon     | 6:3, 6:4         |
| 2023                         | Gabriel Diallo      | Joris De Loore        | 6:0, 7:5         |
| 2022                         | Márton Fucsovics    | Fábián Marozsán       | 6:2, 6:4         |
| 2021                         | Tallon Griekspoor   | Zsombor Piros         | 6:3, 6:2         |
| 2020                         | Maximilian Marterer | Tomáš Macháč          | 6:73, 6:2, 7:5   |
| 2019                         | Dennis Novak        | Damir Džumhur         | 6:1, 6:1         |
| 2018                         | Alexander Bublik    | Lukáš Rosol           | 6:4, 6:4         |
| 2017                         | Lukáš Lacko (3)     | Marius Copil          | 6:4, 7:64        |
| 2016                         | Norbert Gombos      | Marius Copil          | 7:68, 4:6, 6:3   |
| 2015                         | Jahor Herassimau    | Lukáš Lacko           | 7:61, 7:65       |
| 2014                         | Peter Gojowczyk     | Farrux Doʻstov        | 7:62, 6:3        |
| 2013                         | Lukáš Lacko (2)     | Lukáš Rosol           | 6:4, 4:6, 6:4    |
| 2012                         | Lukáš Rosol         | Björn Phau            | 6:73, 7:65, 7:66 |
| 2011                         | Lukáš Lacko (1)     | Ričardas Berankis     | 7:67, 6:2        |
| 2010                         | Martin Kližan       | Stefan Koubek         | 7:64, 6:2        |
| 2009                         | Michael Berrer      | Dominik Hrbatý        | 6:76, 6:4, 7:63  |
| 2008                         | Jan Hernych         | Stéphane Bohli        | 6:2, 6:4         |
| 2007                         | Simone Bolelli      | Alejandro Falla       | 4:6, 7:67, 6:1   |
| 2006 (2)                     | Michal Mertiňák     | Lukáš Dlouhý          | 7:64, 6:4        |
| 2006 (1)                     | Iván Navarro        | Teodor-Dacian Crăciun | 6:2, 7:64        |
| 2005                         | Dominik Hrbatý      | Daniele Bracciali     | 7:5, 6:1         |
| 2004                         | Marcos Baghdatis    | Dominik Hrbatý        | 7:64, 7:63       |
| 2003                         | Marc Rosset         | John van Lottum       | 3:6, 6:3, 6:0    |
| 2002                         | Antony Dupuis       | Karol Beck            | 4:6, 6:4, 7:61   |
| 2001                         | Karol Kučera        | Sargis Sargsian       | 6:1, 7:5         |
| 2000                         | Davide Sanguinetti  | Rainer Schüttler      | 7:5, 6:1         |
| 1998–1999: nicht ausgetragen |                     |                       |                  |
| 1997                         | Sébastien Grosjean  | Radomír Vašek         | 6:4, 6:1         |
| 1996                         | David Škoch         | Gustavo Kuerten       | 6:2, 6:4         |

### Doppel
| Jahr                         | Sieger                                     | Finalgegner                            | Ergebnis          |
| ---------------------------- | ------------------------------------------ | -------------------------------------- | ----------------- |
| 2024                         | Nicolás Barrientos Julian Cash             | André Göransson Sem Verbeek            | 6:3, 6:4          |
| 2023                         | N. Sriram Balaji Andre Begemann            | Andrei Golubew Denys Moltschanow       | 6:3, 5:7, [10:8]  |
| 2022                         | Denys Moltschanow (2) Alexander Nedowessow | Petr Nouza Andrew Paulson              | 4:6, 6:4, [10:6]  |
| 2021                         | Filip Horanský Serhij Stachowskyj          | Denys Moltschanow Alexander Nedowessow | 6:4, 6:4          |
| 2020                         | Harri Heliövaara Emil Ruusuvuori           | Lukáš Klein Alex Molčan                | 6:4, 6:3          |
| 2019                         | Frederik Nielsen Tim Pütz                  | Roman Jebavý Igor Zelenay              | 4:6, 7:64, [11:9] |
| 2018                         | Denys Moltschanow (1) Igor Zelenay (3)     | Ramkumar Ramanathan Andrej Wassileuski | 6:2, 3:6, [11:9]  |
| 2017                         | Ken Skupski (3) Neal Skupski (3)           | Sander Arends Antonio Šančić           | 5:7, 6:3, [10:8]  |
| 2016                         | Ken Skupski (2) Neal Skupski (2)           | Purav Raja Divij Sharan                | 4:6, 6:3, [10:5]  |
| 2015                         | Ilija Bozoljac Igor Zelenay (2)            | Ken Skupski Neal Skupski               | 7:63, 4:6, [10:5] |
| 2014                         | Ken Skupski (1) Neal Skupski (1)           | Norbert Gombos Adam Pavlásek           | 6:3, 7:63         |
| 2013                         | Henri Kontinen Andreas Siljeström          | Gero Kretschmer Jan-Lennard Struff     | 7:66, 6:2         |
| 2012                         | Lukáš Dlouhý Michail Jelgin                | Philipp Marx Florin Mergea             | 6:75, 6:2, [10:6] |
| 2011                         | Jan Hájek Lukáš Lacko                      | Lukáš Rosol David Škoch                | 7:5, 7:5          |
| 2010                         | Colin Fleming Jamie Murray                 | Travis Parrott Filip Polášek           | 6:2, 3:6, [10:6]  |
| 2009                         | Philipp Marx Igor Zelenay (1)              | Leoš Friedl David Škoch                | 6:4, 6:4          |
| 2008                         | František Čermák Łukasz Kubot              | Philipp Petzschner Alexander Peya      | 6:4, 6:4          |
| 2007                         | Tomáš Cibulec Jaroslav Levinský            | Chris Haggard Mischa Zverev            | 6:4, 2:6, [10:8]  |
| 2006 (2)                     | Eric Butorac Travis Parrott                | Jordan Kerr Jamie Murray               | 7:5, 6:3          |
| 2006 (1)                     | Flavio Cipolla Marcel Granollers           | David Marrero Pablo Santos González    | 7:62, 6:4         |
| 2005                         | Chris Haggard Jean-Claude Scherrer         | Dominik Hrbatý Michal Mertiňák         | 6:3, 2:6, 7:64    |
| 2004                         | Simon Aspelin Graydon Oliver               | Jonathan Erlich Noam Okun              | 7:65, 6:3         |
| 2003                         | Jonathan Erlich Harel Levy                 | Mario Ančić Martín García              | 7:67, 6:3         |
| 2002                         | Scott Humphries Mark Merklein              | Leoš Friedl David Škoch                | 3:6, 6:4, 6:2     |
| 2001                         | Petr Luxa Radek Štěpánek                   | František Čermák Ota Fukárek           | 6:4, 6:3          |
| 2000                         | Paul Hanley Paul Rosner                    | Jonathan Erlich Aleksandar Kitinov     | 6:4, 6:4          |
| 1998–1999: nicht ausgetragen |                                            |                                        |                   |
| 1997                         | Jared Palmer Christo van Rensburg          | Juan Balcells Devin Bowen              | 4:6, 6:3, 7:5     |
| 1996                         | Marcelo Charpentier Gustavo Kuerten        | Filippo Messori Tom Vanhoudt           | 3:6, 6:3, 7:5     |